# مت مک‌لین
مت مک‌لین (به انگلیسی: Matt McLean) (زادهٔ ۱۳ مهٔ ۱۹۸۸) شناگر اهل ایالات متحده آمریکا است.